# Coudersport
Coudersport is een plaats (borough) in de Amerikaanse staat Pennsylvania, en valt bestuurlijk gezien onder Potter County.

## Demografie
Bij de volkstelling in 2000 werd het aantal inwoners vastgesteld op 2650. In 2006 is het aantal inwoners door het United States Census Bureau geschat op 2505, een daling van 145 (-5,5%).

## Geografie
Volgens het United States Census Bureau beslaat de plaats een oppervlakte van 14,7 km², geheel bestaande uit land. Coudersport ligt op ongeveer 490 m boven zeeniveau.

## Plaatsen in de nabije omgeving
De onderstaande figuur toont nabijgelegen plaatsen in een straal van 28 km rond Coudersport.

## Geboren
- Riki Lindhome (1979), actrice